# Камен Писков
Камен Пенев (Пеневич) Писков е български шахматист и треньор по шахмат.
Син е на антифашистите Пеньо Писков и Вела Пискова. След Априлските събития в България през 1925 г. емигрира в Съветския съюз. Завършва инженерство със специалност „Двигатели с вътрешно горене“ и през Втората световна война работи във военен завод в Урал.
При завръщането си в България през 1945 г. става един от основоположниците на русенската шахматна школа. Работи като преподавател във Военна академия „Георги Раковски“ в София. Писков е шампион на България по шахмат през 1947 г. Участва на Балканиадите през 1946 и 1947 година.
Умира през 1972 г. на турнир в Габрово.
През 2009 г. в негова памет по случай 100-годишнината от рождението му е организиран „Мемориал Камен Писков“ в София.